# Umimachi Diary
Umimachi Diary (яп. 海街diary Умимати дайари:, «Дневник приморского городка») — японская манга, написанная и проиллюстрированная Акими Ёсидой. Манга выпускалась в журнале Flowers издательства Shogakukan с августа 2006 года по август 2018 года.
в 2013 году Umimachi Diary получила первый приз премии «Манга тайсё».

## Персонажи
- Сати Кода (яп. 香田 幸 Ко:да Сати)

Актриса: Харука Аясэ
- Ёсино Кода (яп. 香田 佳乃 Ко:да Ёсино)

Актриса: Масами Нагасава
- Тика Кода (яп. 香田 千佳 Ко:да Тика)

Актриса: Кахо Индо
- Судзу Асано (яп. 浅野 すず Асано Судзу)

Актриса: Судзу Хиросэ

## Медиа

### Манга
Манга выпускалась в журнале Flowers издательства Shogakukan с августа 2006 года по август 2018 года (оба выпуска поступили в продажу 28 июня соответствующего года).
С 26 июля 2019 года в журнале Flowers выходит спин-офф манги под названием Utagawa Hyakkei.

#### Список томов
| № | Дата выпуска в Японии | ISBN в Японии     |
| - | --------------------- | ----------------- |
| 1 | 26 апреля 2007 года   | 978-4-09-167025-0 |
| 2 | 10 октября 2008 года  | 978-4-09-167037-3 |
| 3 | 10 февраля 2010 года  | 978-4-09-167040-3 |
| 4 | 10 августа 2011 года  | 978-4-09-167048-9 |
| 5 | 10 декабря 2012 года  | 978-4-09-167053-3 |
| 6 | 10 июля 2014 года     | 978-4-09-167058-8 |
| 7 | 8 января 2016 года    | 978-4-09-167073-1 |
| 8 | 10 апреля 2017 года   | 978-4-09-167078-6 |
| 9 | 10 декабря 2018 года  | 978-4-09-167088-5 |

### Фильм
В июньском выпуске журнала Flowers за 2014 год была анонсирована экранизация манги под названием «Наша младшая сестрёнка». Фильм вышел в прокат 13 июня 2015 года.

## Награды
В 2007 году Umimachi Diary получила премию «Выдающаяся манга» на Japan Media Arts Festival. Она также получила третье место в 2008 году и первое место в 2013 году на премии «Манга тайсё». Манга была номинирована на «Культурную премию имени Осаму Тэдзуки» в 2008 и 2009 годах. В 2016 году Umimachi Diary получила первое место в общей категории премии манги Shogakukan, разделив его с Sunny. В 2019 году произведение заняло десятое место в списке «Книга года» в журнале Da Vinci.

## Внешние ссылки
- Профиль маги на сайте Anime News Network (англ.). Дата обращения: 29 августа 2024.